# ウクライナ国立学士院

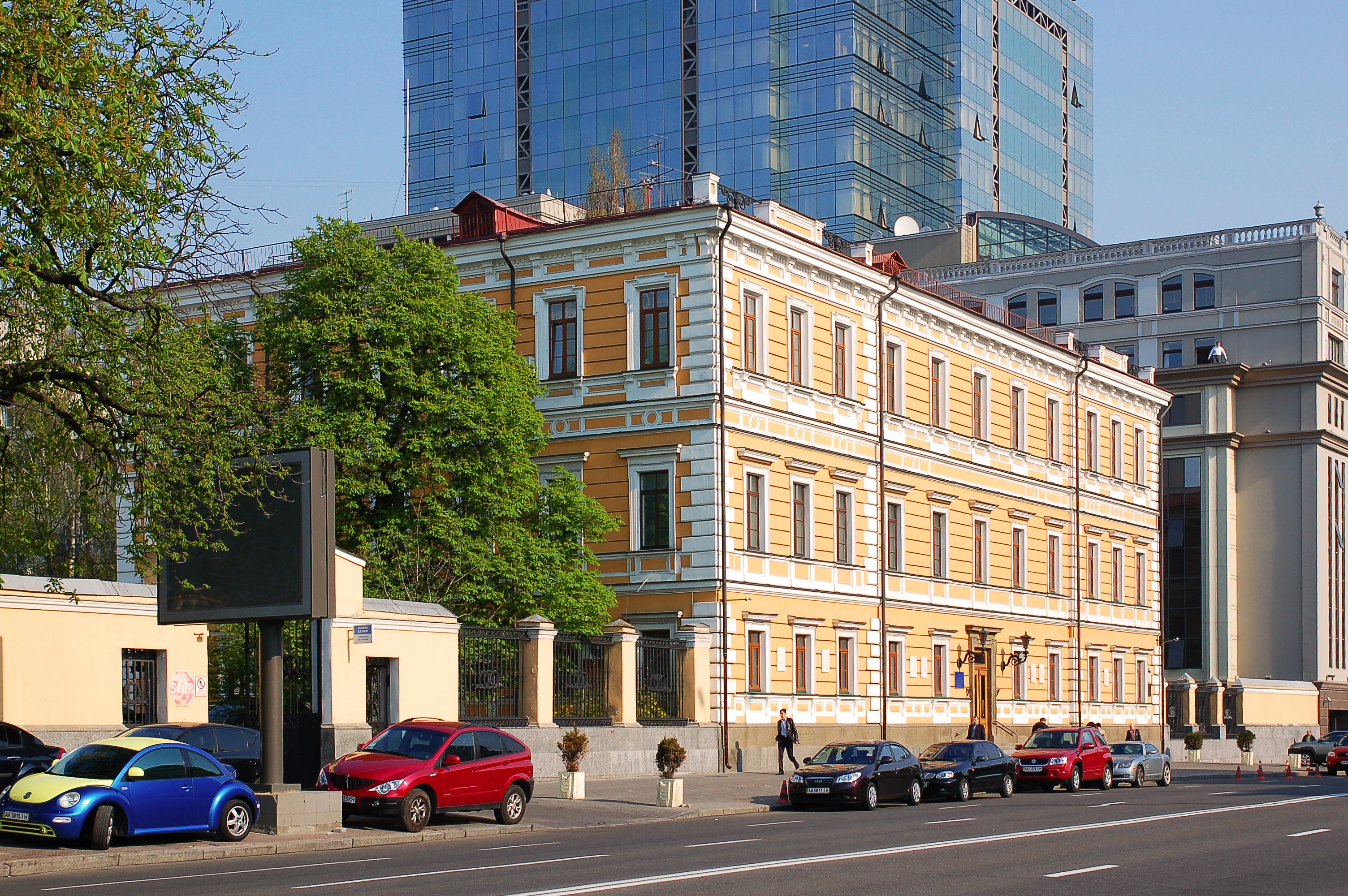
ウクライナ国立学士院の本部。

ウクライナ国立学士院　(ウクライナ語: Національна академія наук України (НАНУ)；英語: National Academy of Sciences of Ukraine）は、ウクライナの官公庁の一つ。ウクライナにおける最高の学術研究機関（国立アカデミー）である。本部はキーウ。
1918年11月27日にウクライナ国においてウラジミール・ベルナドスキーによって「ウクライナ学士院」として創建された。その後、「全ウクライナ学士院」（1921年 - 1936年）、「ウクライナ社会主義共和国学士院」（1936年 - 1991年）、「ウクライナ学士院」（1991年 - 1993年）、「ウクライナ国立学士院」（1994年 - ）と改名した。
（1）物理学・技術・数学の部門、（2）化学・生物学の部門、（3）社会科学・人文科学の部門という3つの部門によって構成される。部門は14の分科を持つ。ほかに40以上の特別の研究所がある。